# Klaten (Regierungsbezirk)

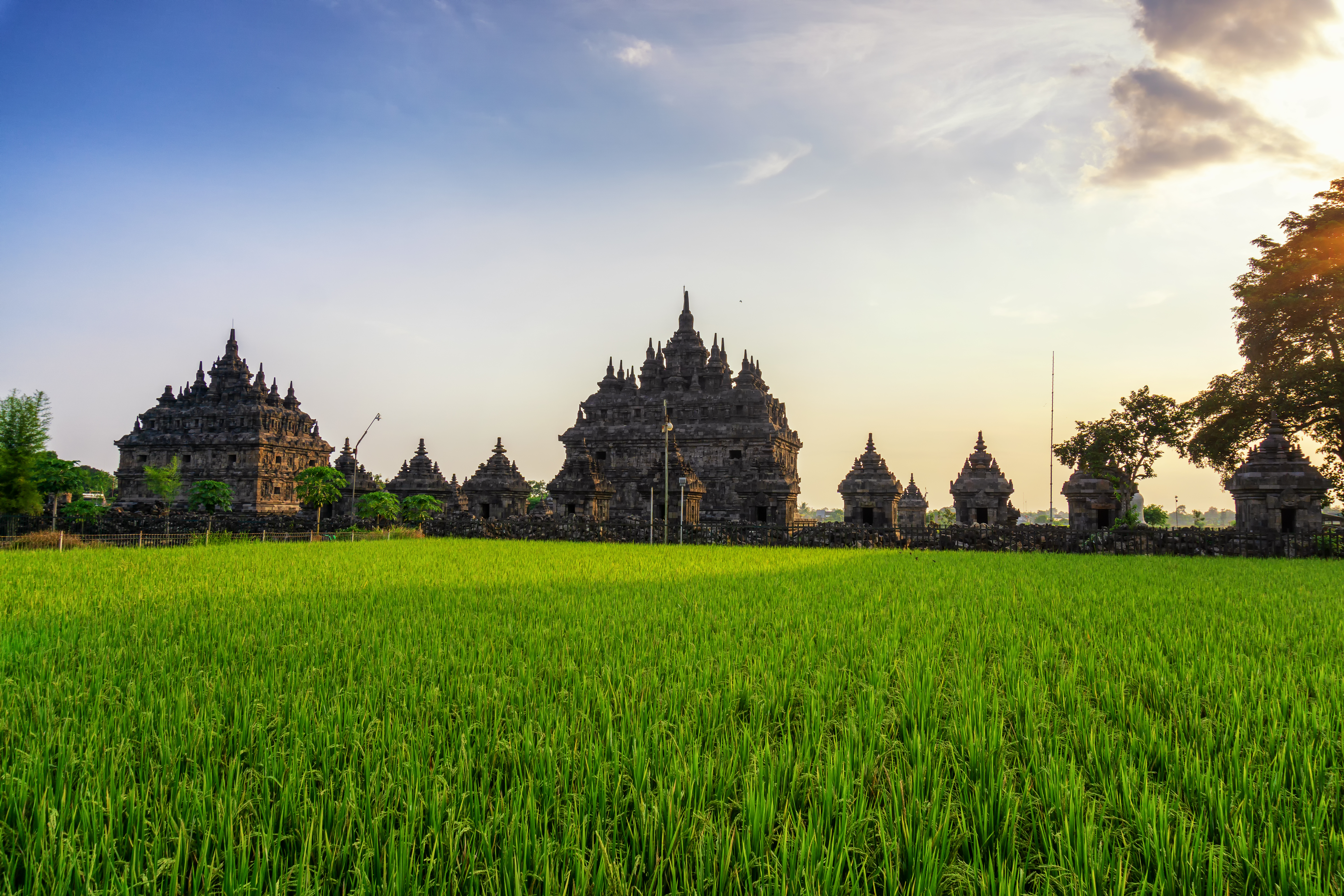
Zwillingstempel im Plaoson Komplex

Klaten ist ein indonesischer Regierungsbezirk (Kabupaten) in der Provinz Jawa Tengah, im Zentrum der Insel Java. Mitte 2022 leben hier knapp 1,3 Millionen Menschen. Hauptstadt und Regierungssitz des Verwaltungsbezirks ist die Stadt Klaten, etwa 80 km süd-südwestlich von der Provinzhauptstadt Semarang gelegen.

## Geografie
Klaten erstreckt sich zwischen 7°32′19″ und 7°48′33″ s. Br. sowie zwischen 110°26′14″ und 110°47′51″ ö. L. Der Kabupaten grenzt im Norden an den Kabupaten Boyolali, im Osten an Sukoharjo, im Süden an die Sonderregion Yogyakarta (Bezirk Gunung Kidul) und im Westen an den Kabupaten Sleman. Candi Prambanan, eines der größten hinduistischen Bauwerke Indonesiens, befindet sich im Osten des Regierungsbezirks an der Grenze zu Sukoharjo.

## Verwaltungsgliederung
Administrativ unterteilt sich Klaten in 26 Distrikte (Kecamatan), die nach ihren Verwaltungssitzen benannt sind. Des Weiteren gibt es 401 Dörfern (davon haben 10 als Kelurahan urbanen Charakter) mit 9.593 RT (Rukun Tetangga), 3.689 RW (Rukun Warga) und 401 LKKMD (LPMK/LPMD).
| Code 1   | Kecamatan Distrikt            | Fläche (km²) | Einwohner Census 2010 2 | Volkszählung 2020 | Volkszählung 2020 | Volkszählung 2020 | Anzahl der | Anzahl der |
| Code 1   | Kecamatan Distrikt            | Fläche (km²) | Einwohner Census 2010 2 | Einwohner 3       | 0Dichte 40        | Sex Ratio 5       | Desa 6     | Kel. 7     |
| -------- | ----------------------------- | ------------ | ----------------------- | ----------------- | ----------------- | ----------------- | ---------- | ---------- |
| 33.10.01 | Prambanan                     | 24,43        | 46.262                  | 52.592            | 2.152,8           | 98,4              | 16         |            |
| 33.10.02 | Gantiwarno                    | 25,64        | 33.735                  | 38.144            | 1.487,68          | 99,6              | 16         |            |
| 33.10.03 | Wedi                          | 24,38        | 46.527                  | 51.442            | 2.110,01          | 99,2              | 19         |            |
| 33.10.04 | Bayat                         | 39,43        | 52.718                  | 61.191            | 1.551,89          | 99,7              | 18         |            |
| 33.10.05 | Cawas                         | 34,47        | 49.840                  | 56.101            | 1.627,5           | 97,7              | 20         | –          |
| 33.10.06 | Trucuk                        | 33,81        | 69.022                  | 77.206            | 2.283,5           | 101,4             | 18         | –          |
| 33.10.07 | Kebonarum                     | 9,67         | 17.638                  | 19.289            | 1.994,7           | 97,3              | 7          | –          |
| 33.10.08 | Jogonalan                     | 26,70        | 52.688                  | 59.628            | 2.233,3           | 99,9              | 18         | –          |
| 33.10.09 | Manisrenggo                   | 26,96        | 38.097                  | 43.242            | 1.603,9           | 98,2              | 16         | –          |
| 33.10.10 | Karangnongko                  | 26,74        | 32.132                  | 36.304            | 1.357,7           | 98,0              | 14         | –          |
| 33.10.11 | Ceper                         | 24,44        | 57.958                  | 64.305            | 2.631,1           | 100,2             | 18         | –          |
| 33.10.12 | Pedan                         | 19,17        | 42.164                  | 46.942            | 2.448,7           | 99,9              | 14         | –          |
| 33.10.13 | Karangdowo                    | 29,23        | 38.117                  | 42.515            | 1.454,5           | 97,9              | 19         | –          |
| 33.10.14 | Juwiring                      | 29,79        | 53.087                  | 57.764            | 1.939,0           | 99,5              | 19         | –          |
| 33.10.15 | Wonosari                      | 31,14        | 56.903                  | 62.115            | 1.994,7           | 99,3              | 18         | –          |
| 33.10.16 | Delanggu                      | 18,77        | 38.911                  | 41.041            | 2.186,5           | 99,3              | 16         | –          |
| 33.10.17 | Polanharjo                    | 23,84        | 36.058                  | 40.065            | 1.680,6           | 97,4              | 18         | –          |
| 33.10.18 | Karanganom                    | 24,06        | 40.312                  | 45.219            | 1.879,4           | 98,6              | 19         | –          |
| 33.10.19 | Tulung                        | 32,00        | 44.974                  | 51.850            | 1.620,3           | 99,6              | 18         | –          |
| 33.10.20 | Jatinom                       | 35,53        | 52.249                  | 58.953            | 1.659,3           | 100,5             | 17         | 1          |
| 33.10.21 | Kemalang                      | 51,66        | 34.006                  | 38.547            | 746,2             | 99,3              | 13         | –          |
| 33.10.22 | Ngawen                        | 16,99        | 39.946                  | 45.235            | 2.662,5           | 100,7             | 13         | –          |
| 33.10.23 | Kalikotes                     | 12,98        | 32.316                  | 37.051            | 2.854,5           | 100,5             | 7          | –          |
| 33.10.24 | Klaten Utara (Nordklaten)     | 10,38        | 44.266                  | 49.028            | 4.723,3           | 97,8              | 6          | 2          |
| 33.10.25 | Klaten Tengah (Zentralklaten) | 8,92         | 39.522                  | 40.421            | 4.531,5           | 96,5              | 3          | 6          |
| 33.10.26 | Klaten Selatan (Südklaten)    | 14,43        | 40.699                  | 44.316            | 3.071,1           | 98,4              | 11         | 1          |
| 33.10    | Kab. Klaten                   | 655,56       | 1.130.047               | 1.260.506         | 1.922,8           | 99,2              | 391        | 10         |

## Demographie
Zur Volkszählung im September 2020 lebten im Kabupaten Klaten 1.260.506 Menschen, davon 632.906 Frauen (50,21 %) und 627.600 Männer. Gegenüber dem letzten Census (2010) sank der Frauenanteil um 0,62 Prozent. 69,44 % (875.301) gehörten 2020 zur erwerbsfähigen Bevölkerung; 21,02 % waren Kinder (bis 14 Jahre) und 9,54 % waren im Rentenalter (ab 65 Jahren).
Mitte 2022 bekannten sich 94,52 Prozent der Einwohner zum Islam, Christen waren mit 5,15 % (30.168 ev.-luth. / 35.582 röm.-kath.) vertreten, 0,02 % waren Buddhisten. Zur gleichen Zeit waren von der Gesamtbevölkerung 41,33 % ledig; 50,82 % verheiratet; 1,74 % geschieden und 6,12 % verwitwet.

### Bevölkerungsentwicklung
| SP/SUPAS (Jahr) | 1971         | 1980         | 1990         | 1995         | 2000         | 2005         | 2010         | 2015         | 2020         |
| --------------- | ------------ | ------------ | ------------ | ------------ | ------------ | ------------ | ------------ | ------------ | ------------ |
| Kab. Klaten     | 957.496      | 1.066.241    | 1.086.135    | 1.096.773    | 1.109.486    | 1.123.484    | 1.130.047    | 1.158.400    | 1.260.506    |
| Anteil in %     | 4,38 %       | 4,20 %       | 3,81 %       | 3,51 %       | 3,74 %       | 3,47 %       | 3,09 %       | 3,43 %       | 3,43 %       |
| Jawa Tengah     | .21.877.081. | .25.372.889. | .28.521.692. | .31.223.258. | .29.653.266. | .32.382.657. | .36.516.035. | .33.753.023. | .36.742.501. |

| Rang unter den 29 Kabupaten der Provinz (06/2022) | Rang unter den 29 Kabupaten der Provinz (06/2022) |
| ------------------------------------------------- | ------------------------------------------------- |
| Fläche                                            | 00027                                             |
| Einwohnerzahl                                     | 00010                                             |
| Dichte                                            | 00002                                             |

- Bevölkerungsentwicklung des Kabupaten Klaten von 1971 bis 2020
- Ergebnisse der Volkszählungen Nr. 3 bis 8 – Sensus Penduduk (SP)
- Ergebnisse von drei intercensalen Bevölkerungsübersichten (1995, 2005, 2015) – Survei Penduduk Antar Sensus (SUPAS)[6]